# Bailey, Texas
Bailey är en ort i Fannin County, Texas, USA.